# Antonio Mercero
Antonio Mercero (ur. 7 marca 1936 w Lasarte-Oria, zm. 12 maja 2018 w Madrycie) – hiszpański reżyser i scenarzysta filmowy.
Ukończył prawo na uniwersytecie w Valladolid, w kolejnych latach podjął pracę w telewizji. Początkowo tworzył filmy reklamowe, stopniowo przechodząc do większych produkcji telewizyjnych i kinowych. Laureat wielu nagród kulturalnych.
Był  m.in. reżyserem wielokrotnie wyświetlanego w Polsce serialu telewizyjnego pt. Niebieskie lato. Do znanych filmów Mercero zalicza się także krótkometrażowy horror La Cabina (1972).

## Filmografia
(reżyser, poza Tajamar także autor lub współautor scenariusza)
- Trotin Troteras (1962)
- Leccion de arte (1962)
- Tajamar (1970)
- Manchas de sangre en un coche nuevo (1975)
- La Guerra de papa (1977)
- Don Juan, mi querido fantasma (1990)
- Godzina odważnych (1998)
- Czwarte piętro (2003)
- ¿Y tú quién eres? (2007)